# Clyde Park
Clyde Park – miasto w Stanach Zjednoczonych, w stanie Montana, w hrabstwie Park.